# Jordan Morris
Jordan Perry Morris (Seattle, 26 ottobre 1994) è un calciatore statunitense, attaccante dei Seattle Sounders FC e della Nazionale statunitense.

## Caratteristiche tecniche
Di ruolo ala sinistra, è dotato di buona tecnica, velocità e atletismo. Abile in fase realizzativa, sa anche essere un buon assist-man.

## Carriera

### Club

#### Seattle Sounders
All'età di 17 viene aggregato alle giovanili dei Sounders dove però sta solo per una stagione, perché viene acquistato dagli Stanford Cardinal che è la squadra che rappresenta proprio l'università di Stanford (anche perché Morris è uno studente di quell'università).
Il 21 gennaio 2016 firma il primo contratto da professionista con i Seattle Sounders.
Il 23 febbraio 2016, debutta da titolare in Champions League contro il Club América.
La settimana successiva debutta in MLS contro lo Sporting Kansas City.
Il 16 aprile segna la prima rete da professionista contro il Philadelphia Union.
La prima stagione è molto buona, Morris gioca spesso da titolare come ala destra offensiva ma talvolta anche come centravanti, a causa dell'assenza momentanea di Clint Dempsey; l'annata si conclude quindi con 44 presenze e 14 reti.
La stagione successiva colleziona 25 presenze mettendo a segno soli 3 gol, condizionato anche dallo stop dovuto al diabete di cui soffre fin da bambino; riesce comunque a giocare uno spezzone della finale persa 2-0 contro Toronto.
Dopo aver esordito la stagione successiva contro il Santa Tecla, rimedia un grave infortunio al ginocchio che ne compromette tutta l'annata 2018. Torna in campo ad inizio 2019 nelle amichevoli pre-season e all'esordio in campionato contro Cincinnati va subito a segno con una doppietta. Si ripete il 5 agosto mettendo a segno due reti nella sconfitta interna contro Sporting Kansas City.

#### Swansea City
Il 22 gennaio 2021 firma (con la formula del prestito) per lo Swansea City.

### Nazionale
Morris esordisce con la nazionale statunitense il 18 novembre 2014, entrando a partita in corso nell'amichevole giocata a Dublino contro l'Iranda. Il 15 aprile 2015, parte da titolare in campo e segna la prima rete con la nazionale durante l'amichevole giocata contro il Messico, match vinto 2-0, risultando dopo tanti anni il primo calciatore militante nel college a segnare un goal con la Nazionale maggiore.
Nel 2017 viene convocato per la Gold Cup dove gioca tutte le partite della competizione, segnando tre gol, l'ultimo dei quali durante la finale contro la Giamaica all'88º minuto, fissando il punteggio sul 2-1 e consegnando di fatto la vittoria agli Stati Uniti.

## Statistiche

### Presenze e reti nei club
Statistiche aggiornate al 26 aprile 2025.
| Stagione                | Squadra                 | Campionato              | Campionato | Campionato | Coppe nazionali | Coppe nazionali | Coppe nazionali | Coppe continentali | Coppe continentali | Coppe continentali | Altre coppe | Altre coppe | Altre coppe | Totale | Totale |
| Stagione                | Squadra                 | Comp                    | Pres       | Reti       | Comp            | Pres            | Reti            | Comp               | Pres               | Reti               | Comp        | Pres        | Reti        | Pres   | Reti   |
| ----------------------- | ----------------------- | ----------------------- | ---------- | ---------- | --------------- | --------------- | --------------- | ------------------ | ------------------ | ------------------ | ----------- | ----------- | ----------- | ------ | ------ |
| 2016                    | Seattle Sounders        | MLS                     | 34+6       | 12+2       | USOC            | 2               | 0               | CCL                | 2                  | 0                  | -           | -           | -           | 44     | 14     |
| 2017                    | Seattle Sounders        | MLS                     | 23+2       | 3+0        | USOC            | 0               | 0               | -                  | -                  | -                  | -           | -           | -           | 25     | 3      |
| 2018                    | Seattle Sounders        | MLS                     | 0          | 0          | USOC            | 0               | 0               | CCL                | 1                  | 0                  | -           | -           | -           | 1      | 0      |
| 2019                    | Seattle Sounders        | MLS                     | 26+4       | 10+3       | USOC            | 0               | 0               | -                  | -                  | -                  | -           | -           | -           | 30     | 13     |
| 2020                    | Seattle Sounders        | MLS                     | 19+4       | 9+1        | -               | -               | -               | CCL                | 2                  | 1                  | MiB         | 4           | 1           | 29     | 12     |
| gen.-giu. 2021          | Swansea City            | FLC                     | 4          | 0          | FACup           | 1               | 0               | -                  | -                  | -                  | -           | -           | -           | 5      | 0      |
| lug.-nov. 2021          | Seattle Sounders        | MLS                     | 2+1        | 0+0        | -               | -               | -               | -                  | -                  | -                  | LC          | -           | -           | 3      | 0      |
| 2022                    | Seattle Sounders        | MLS                     | 29         | 7          | USOC            | 0               | 0               | CCL                | 8                  | 3                  | -           | -           | -           | 37     | 10     |
| 2023                    | Seattle Sounders        | MLS                     | 26+4       | 11+2       | USOC            | 0               | 0               | -                  | -                  | -                  | CmC+LC      | 1+2         | 0+1         | 33     | 14     |
| 2024                    | Seattle Sounders        | MLS                     | 34+3       | 13+1       | USOC            | 2               | 1               | -                  | -                  | -                  | LC          | 5           | 3           | 44     | 18     |
| 2025                    | Seattle Sounders        | MLS                     | 5          | 3          | USOC            | 0               | 0               | CCC                | 4                  | 0                  | CmC         | 0           | 0           | 9      | 3      |
| Totale Seattle Sounders | Totale Seattle Sounders | Totale Seattle Sounders | 198+24     | 68+9       |                 | 4               | 1               |                    | 17                 | 4                  |             | 12          | 5           | 255    | 87     |
| Totale carriera         | Totale carriera         | Totale carriera         | 226        | 77         |                 | 5               | 1               |                    | 17                 | 4                  |             | 12          | 5           | 260    | 87     |

### Cronologia presenze e reti in nazionale
| Cronologia completa delle presenze e delle reti in nazionale ― Stati Uniti | Cronologia completa delle presenze e delle reti in nazionale ― Stati Uniti | Cronologia completa delle presenze e delle reti in nazionale ― Stati Uniti | Cronologia completa delle presenze e delle reti in nazionale ― Stati Uniti | Cronologia completa delle presenze e delle reti in nazionale ― Stati Uniti | Cronologia completa delle presenze e delle reti in nazionale ― Stati Uniti | Cronologia completa delle presenze e delle reti in nazionale ― Stati Uniti | Cronologia completa delle presenze e delle reti in nazionale ― Stati Uniti |
| Data                                                                       | Città                                                                      | In casa                                                                    | Risultato                                                                  | Ospiti                                                                     | Competizione                                                               | Reti                                                                       | Note                                                                       |
| -------------------------------------------------------------------------- | -------------------------------------------------------------------------- | -------------------------------------------------------------------------- | -------------------------------------------------------------------------- | -------------------------------------------------------------------------- | -------------------------------------------------------------------------- | -------------------------------------------------------------------------- | -------------------------------------------------------------------------- |
| 18-11-2014                                                                 | Dublino                                                                    | Irlanda                                                                    | 4 – 1                                                                      | Stati Uniti                                                                | Amichevole                                                                 | -                                                                          | 76’                                                                        |
| 31-3-2015                                                                  | Zurigo                                                                     | Svizzera                                                                   | 1 – 1                                                                      | Stati Uniti                                                                | Amichevole                                                                 | -                                                                          | 89’                                                                        |
| 15-4-2015                                                                  | San Antonio                                                                | Stati Uniti                                                                | 2 – 0                                                                      | Messico                                                                    | Amichevole                                                                 | 1                                                                          | 65’                                                                        |
| 5-6-2015                                                                   | Amsterdam                                                                  | Paesi Bassi                                                                | 3 – 4                                                                      | Stati Uniti                                                                | Amichevole                                                                 | -                                                                          | 81’                                                                        |
| 10-6-2015                                                                  | Colonia                                                                    | Germania                                                                   | 1 – 2                                                                      | Stati Uniti                                                                | Amichevole                                                                 | -                                                                          | 74’                                                                        |
| 8-9-2015                                                                   | Foxborough                                                                 | Stati Uniti                                                                | 1 – 4                                                                      | Brasile                                                                    | Amichevole                                                                 | -                                                                          | 57’                                                                        |
| 13-11-2015                                                                 | Saint Louis                                                                | Stati Uniti                                                                | 6 – 1                                                                      | Saint Vincent e Grenadine                                                  | Qual. Mondiali 2018                                                        | -                                                                          | 68’                                                                        |
| 31-1-2016                                                                  | Carson                                                                     | Stati Uniti                                                                | 3 – 2                                                                      | Islanda                                                                    | Amichevole                                                                 | -                                                                          | 75’                                                                        |
| 5-2-2016                                                                   | Carson                                                                     | Stati Uniti                                                                | 1 – 0                                                                      | Canada                                                                     | Amichevole                                                                 | -                                                                          | 88’                                                                        |
| 2-9-2016                                                                   | Kingstown                                                                  | Saint Vincent e Grenadine                                                  | 0 – 6                                                                      | Stati Uniti                                                                | Qual. Mondiali 2018                                                        | -                                                                          | 72’                                                                        |
| 7-9-2016                                                                   | Jacksonville                                                               | Stati Uniti                                                                | 4 – 0                                                                      | Trinidad e Tobago                                                          | Qual. Mondiali 2018                                                        | -                                                                          | 61’                                                                        |
| 7-10-2016                                                                  | L'Avana                                                                    | Cuba                                                                       | 0 – 2                                                                      | Stati Uniti                                                                | Amichevole                                                                 | -                                                                          | 60’                                                                        |
| 29-1-2017                                                                  | San Diego                                                                  | Stati Uniti                                                                | 0 – 0                                                                      | Serbia                                                                     | Amichevole                                                                 | -                                                                          | 74’                                                                        |
| 4-2-2017                                                                   | Chattanooga                                                                | Stati Uniti                                                                | 1 – 0                                                                      | Giamaica                                                                   | Amichevole                                                                 | 1                                                                          |                                                                            |
| 3-6-2017                                                                   | Sandy                                                                      | Stati Uniti                                                                | 1 – 1                                                                      | Venezuela                                                                  | Amichevole                                                                 | -                                                                          | 70’                                                                        |
| 1-7-2017                                                                   | Hartford                                                                   | Stati Uniti                                                                | 2 – 1                                                                      | Ghana                                                                      | Amichevole                                                                 | -                                                                          | 76’                                                                        |
| 8-7-2017                                                                   | Nashville                                                                  | Stati Uniti                                                                | 1 – 1                                                                      | Panama                                                                     | Gold Cup 2017 - 1º turno                                                   | -                                                                          |                                                                            |
| 13-7-2017                                                                  | Tampa Bay                                                                  | Stati Uniti                                                                | 3 – 2                                                                      | Martinica                                                                  | Gold Cup 2017 - 1º turno                                                   | 2                                                                          |                                                                            |
| 16-7-2017                                                                  | Cleveland                                                                  | Nicaragua                                                                  | 0 – 3                                                                      | Stati Uniti                                                                | Gold Cup 2017 - 1º turno                                                   | -                                                                          |                                                                            |
| 19-7-2017                                                                  | Filadelfia                                                                 | Stati Uniti                                                                | 2 – 0                                                                      | El Salvador                                                                | Gold Cup 2017 - Quarti di finale                                           | -                                                                          | 66’                                                                        |
| 22-7-2017                                                                  | East Rutherford                                                            | Costa Rica                                                                 | 0 – 2                                                                      | Stati Uniti                                                                | Gold Cup 2017 - Semifinale                                                 | -                                                                          |                                                                            |
| 26-7-2017                                                                  | San Jose                                                                   | Stati Uniti                                                                | 2 – 1                                                                      | Giamaica                                                                   | Gold Cup 2017 - Finale                                                     | 1                                                                          |                                                                            |
| 1-9-2017                                                                   | Harrison                                                                   | Stati Uniti                                                                | 0 – 2                                                                      | Costa Rica                                                                 | Qual. Mondiali 2018                                                        | -                                                                          | 84’                                                                        |
| 5-9-2017                                                                   | San Pedro Sula                                                             | Honduras                                                                   | 1 – 1                                                                      | Stati Uniti                                                                | Qual. Mondiali 2018                                                        | -                                                                          |                                                                            |
| 29-1-2018                                                                  | Los Angeles                                                                | Stati Uniti                                                                | 0 – 0                                                                      | Bosnia ed Erzegovina                                                       | Amichevole                                                                 | -                                                                          |                                                                            |
| 22-3-2019                                                                  | Orlando                                                                    | Stati Uniti                                                                | 1 – 0                                                                      | Ecuador                                                                    | Amichevole                                                                 | -                                                                          | 68’                                                                        |
| 27-3-2019                                                                  | Houston                                                                    | Stati Uniti                                                                | 1 – 1                                                                      | Cile                                                                       | Amichevole                                                                 | -                                                                          | 79’                                                                        |
| 9-6-2019                                                                   | Cincinnati                                                                 | Stati Uniti                                                                | 0 – 3                                                                      | Venezuela                                                                  | Amichevole                                                                 | -                                                                          | 62’                                                                        |
| 23-6-2019                                                                  | Cleveland                                                                  | Stati Uniti                                                                | 6 – 0                                                                      | Trinidad e Tobago                                                          | Gold Cup 2019 - 1º turno                                                   | -                                                                          | 61’                                                                        |
| 26-6-2019                                                                  | Kansas City                                                                | Panama                                                                     | 0 – 1                                                                      | Stati Uniti                                                                | Gold Cup 2019 - 1º turno                                                   | -                                                                          | 70’                                                                        |
| 30-6-2019                                                                  | Filadelfia                                                                 | Stati Uniti                                                                | 1 – 0                                                                      | Curaçao                                                                    | Gold Cup 2019 - Quarti di finale                                           | -                                                                          | 60’                                                                        |
| 3-7-2019                                                                   | Nashville                                                                  | Giamaica                                                                   | 1 – 3                                                                      | Stati Uniti                                                                | Gold Cup 2019 - Semifinale                                                 | -                                                                          | 70’                                                                        |
| 7-7-2019                                                                   | Chicago                                                                    | Messico                                                                    | 1 – 0                                                                      | Stati Uniti                                                                | Gold Cup 2019 - Finale                                                     | -                                                                          | 61’                                                                        |
| 6-9-2019                                                                   | East Rutherford                                                            | Stati Uniti                                                                | 0 – 3                                                                      | Messico                                                                    | Amichevole                                                                 | -                                                                          | 58’                                                                        |
| 10-9-2019                                                                  | Saint Louis                                                                | Stati Uniti                                                                | 1 – 1                                                                      | Uruguay                                                                    | Amichevole                                                                 | 1                                                                          | 85’                                                                        |
| 12-10-2019                                                                 | Washington                                                                 | Stati Uniti                                                                | 7 – 0                                                                      | Cuba                                                                       | CONCACAF Nations League 2019-2020 - 2º turno                               | 1                                                                          | 46’                                                                        |
| 16-10-2019                                                                 | Toronto                                                                    | Canada                                                                     | 2 – 0                                                                      | Stati Uniti                                                                | CONCACAF Nations League 2019-2020 - 2º turno                               | -                                                                          |                                                                            |
| 15-11-2019                                                                 | Orlando                                                                    | Stati Uniti                                                                | 4 – 1                                                                      | Canada                                                                     | CONCACAF Nations League 2019-2020 - 2º turno                               | 1                                                                          | 86’                                                                        |
| 19-11-2019                                                                 | George Town                                                                | Cuba                                                                       | 0 – 4                                                                      | Stati Uniti                                                                | CONCACAF Nations League 2019-2020 - 2º turno                               | 2                                                                          | 46’                                                                        |
| 18-12-2021                                                                 | Los Angeles                                                                | Stati Uniti                                                                | 1 – 0                                                                      | Bosnia ed Erzegovina                                                       | Amichevole                                                                 | -                                                                          | 78’                                                                        |
| 27-1-2022                                                                  | Columbus                                                                   | Stati Uniti                                                                | 1 – 0                                                                      | El Salvador                                                                | Qual. Mondiali 2022                                                        | -                                                                          | 72’                                                                        |
| 30-1-2022                                                                  | Hamilton                                                                   | Canada                                                                     | 2 – 0                                                                      | Stati Uniti                                                                | Qual. Mondiali 2022                                                        | -                                                                          | 69’                                                                        |
| 2-2-2022                                                                   | Saint Paul                                                                 | Stati Uniti                                                                | 3 – 0                                                                      | Honduras                                                                   | Qual. Mondiali 2022                                                        | -                                                                          | 65’                                                                        |
| 24-3-2022                                                                  | Città del Messico                                                          | Messico                                                                    | 0 – 0                                                                      | Stati Uniti                                                                | Qual. Mondiali 2022                                                        | -                                                                          | 84’                                                                        |
| 27-3-2022                                                                  | Orlando                                                                    | Stati Uniti                                                                | 5 – 1                                                                      | Panama                                                                     | Qual. Mondiali 2022                                                        | -                                                                          | 71’                                                                        |
| 30-3-2022                                                                  | San José                                                                   | Costa Rica                                                                 | 2 – 0                                                                      | Stati Uniti                                                                | Qual. Mondiali 2022                                                        | -                                                                          | 84’                                                                        |
| 11-6-2022                                                                  | Austin                                                                     | Stati Uniti                                                                | 5 – 0                                                                      | Grenada                                                                    | CONCACAF Nations League 2022-2023 - 1º turno                               | -                                                                          | 60’                                                                        |
| 14-6-2022                                                                  | San Salvador                                                               | El Salvador                                                                | 1 – 1                                                                      | Stati Uniti                                                                | CONCACAF Nations League 2022-2023 - 1º turno                               | 1                                                                          | 61’                                                                        |
| 23-9-2022                                                                  | Düsseldorf                                                                 | Giappone                                                                   | 2 – 0                                                                      | Stati Uniti                                                                | Amichevole                                                                 | -                                                                          | 46’                                                                        |
| 21-11-2022                                                                 | Al Rayyan                                                                  | Stati Uniti                                                                | 1 – 1                                                                      | Galles                                                                     | Mondiali 2022 - 1º turno                                                   | -                                                                          | 88’                                                                        |
| 3-12-2022                                                                  | Al Rayyan                                                                  | Paesi Bassi                                                                | 3 – 1                                                                      | Stati Uniti                                                                | Mondiali 2022 - Ottavi di finale                                           | -                                                                          | 90+2’                                                                      |
| 19-4-2023                                                                  | Glendale                                                                   | Stati Uniti                                                                | 1 – 1                                                                      | Messico                                                                    | Amichevole                                                                 | -                                                                          | 89’                                                                        |
| 24-6-2023                                                                  | Chicago                                                                    | Stati Uniti                                                                | 1 – 1                                                                      | Giamaica                                                                   | Gold Cup 2023 - 1º turno                                                   | -                                                                          | 55’                                                                        |
| 9-7-2023                                                                   | Cincinnati                                                                 | Stati Uniti                                                                | 2 – 2 dts (3 – 2 dtr)                                                      | Canada                                                                     | Gold Cup 2023 - Quarti di finale                                           | -                                                                          | 90’                                                                        |
| 12-7-2023                                                                  | San Diego                                                                  | Stati Uniti                                                                | 1 – 1 dts (4 – 5 dtr)                                                      | Panama                                                                     | Gold Cup 2023 - Semifinale                                                 | -                                                                          | 74’                                                                        |
| Totale                                                                     |                                                                            | Presenze                                                                   | 55                                                                         |                                                                            | Reti                                                                       | 11                                                                         |                                                                            |

## Palmarès

### Club

#### Competizioni giovanili
- Pac-12 Conference: 1

Stanford Cardinal: 2015
- NCAA Men's Division I Soccer Championship: 1

Stanford Cardinal: 2015

#### Competizioni nazionali
- Campionato MLS: 2

Seattle Sounders: 2016, 2019

#### Competizioni internazionali
- CONCACAF Champions League: 1

Seattle Sounders: 2022

### Nazionale
- Gold Cup: 1

2017

### Individuale
- Hermann Trophy: 1

2015
- MLS Rookie of the Year: 1

2016
- CONCACAF Gold Cup Best XI: 1

2017
- MLS Comeback Player of the Year: 1

2019
- MLS Best XI: 1

2020
- Squadra della stagione della CONCACAF Champions League: 1

2022